# Angelo Michele Bartolotti
Angelo Michele Bartolotti (mort avant 1682) est un guitariste, théorbiste et compositeur actif à Florence, Rome, en Suède et à Paris au milieu du XVIIe siècle. Il a publié trois livres de ses œuvres.

## Biographie

### En Italie
Il naît à Bologne. On suppose que le début de sa carrière s’est passé à Florence, probablement au service de Jacopo Salviati (1607-1672), duc de Giuliano, à qui il dédie son premier livre de guitare. 

### En Suède
Au début des années 1650, il fait partie d’un groupe de musiciens italiens partis travailler à la cour de Christine de Suède, où des documents attestent de son emploi en 1652 et 1654. Notamment, il est cité comme « Angelo Michele Bartoletti, teorbist », payé 125 thalers, dans l’État de la cour pour 1653. Ces musiciens ont parfois été joué à Uppsala, à la résidence de Bulstrode Whitlocke, ambassadeur d’Angleterre en Suède. Dans une telle occasion, le 21 mars 1653, Bartolotti lui remet un manuscrit qui porte au titre : Musica del Signor Angelo Micheli uno de musici della Capella de Reyne di Swecia, Upsaliae Martii 21 1653 a 2 et 3 voce, et sur une page de garde Dal dono del Signor Angelo Michele. Ce manuscrit ne contient que des pièces anonymes (attribuables pour certaines à Luigi Rossi, Antonio Cesti et Giacomo Carissimi) ; peut-être a-t-il appartenu à Bartolotti avant d’être donné à l’ambassadeur.

### En Autriche et en Italie
Après son abdication en 1654, la reine Christine part à Rome en passant par Bruxelles et Innsbruck ; on suppose que Bartolotti l’a suivie tout au long de ce voyage. À Innsbruck, il trouve un mécène temporaire (1655-1656) en la personne de l’archiduc Ferdinand-Charles d'Autriche, gouverneur du Tyrol. Arrivé à Rome, il y publie son second livre de guitare en 1655, avec une dédicace à Christine de Suède.

### En France
Le voyage de Christine de Suède à Paris de l’automne 1656 à mai 1658 a peut-être été l’occasion pour Bartolotti de découvrir la capitale. Peut-être a-t-il renoncé à revenir à Rome, en tous cas il s’établit à Paris et devient là plus connu comme joueur de théorbe que comme guitariste.
Il est également cité en 1670 dans la correspondance de Constantin Huygens, à propos des concerts donnés chez la chanteuse Anna Bergerotti au début des années 1660, concerts fréquentés par l’élite. Huygens écrit :
J’ay apperceu d’abord que ces pièces pour la tiorbe sentoyent le stile du Sieur Angelo Michel, et suis marri d’avoir negligé de luy en demander durant le temps que j’ay eu le bien de le converser chez la Signora Anna.
Peut-être a-t-il pris part à l’exécution de l’opéra Ercole amante de Francesco Cavalli le 7 février 1662 ? Il est en tout cas cité en 1664 comme faisant partie des musiciens italiens du cabinet de Louis XIV, aux gages de 450 lt par quartier (ou trimestre), y étant probablement chargé de jouer la basse continue au théorbe. 
Cette même année, il accompagne la signora Anna Bergerotti dans le Concert espagnol de la cinquième entrée du Mariage forcé de Molière.
Le renvoi des musiciens italiens du cabinet en 1666 l’a sans doute privé d’un emploi rémunérateur ; il serait passé ensuite au service de Louis II de Bourbon-Condé. Il a probablement des élèves à Paris.
La correspondance de René Ouvrard indique que Bartolotti avait eu des échanges avec Robert III Ballard vers 1666, pour qu’il imprime un ouvrage de théorbe. Ce projet ne semble pas s’être concrétisé, à moins qu’il ne s’agisse que de la méthode de 1669 :
Je [Ouvrard] suis ravy que vous [abbé Nicaise] ayiez eu du desir pour ce dernier que je vous envoye qui est l'ouvrage du Sig. Angelo Michel, le plus habile sans doute pour le tuorbe & principalement pour joüer sur la partie que nous avons en France et en Italie [la basse continue] [...] Le manuscrit d'Angelo Michel est un thresor dont il a fait part à un amy qui me l'a proposé pour vous l'envoyer & que vous pourrez garder tant qu'il vous plaira. J'avois commencé à le faire copier mais c'est la mer à boire outre les fautes qui s'y glissent inevitablement. Vous en userez comme s'il estoit à vous & ne vous mettrez en peine de le renvoyer que quand vous en pourrez composer autant. Monsieur Malteste vous dira que le Sr Angelo l'a voulu faire graver chez Ballard & peut-estre y mettre quelque discours ou instruction mais il ne se sont pas accordez.
Toutefois, il publie en 1669 une méthode de théorbe chez cet imprimeur Il meurt probablement en 1682 puisque les biens d’un « Miquelange » italien décédé échoient au roi par droit d’aubaine, et sont attribués à un garde de la Compagnie du Luxembourg.

## Œuvres
Les publications faites par Bartolotti sont réputées pour la clarté et la précision de leur notation, pour les ornements et le style ; sa musique passe aussi pour avoir été inventive et évoluée pour l'époque.

### Sources imprimées et gravées

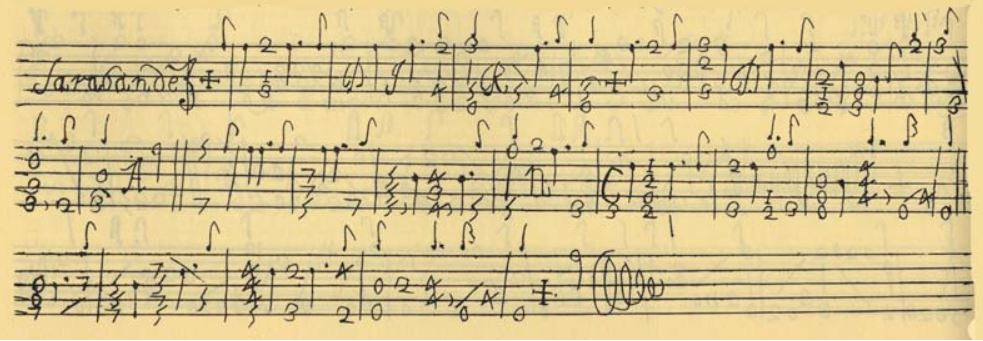
Une pièce du Seconde libro (Rome, 1655).

- Libro primo di chitarra spagnola. Florence, s.n., (1640). RISM B 1147 et BB 1147. Dédicace à Jacopo Salviati (1607-1672), duc de Giuliano.

Reproduction en fac-similé, éd. Claude Chauvel : Genève, Minkoff Reprint, 1984.
Ce livre contient 24 passacailles dans les tonalités majeures et mineures ; la musique est influencée par les maîtres antérieurs, tel Giovanni Paolo Foscarini. Y figurent également une chaconne, une folia et six suites contenant chacune une allemande, une courante et une sarabande.
- Secondo libro di chitarra. Rome, s.n., (ca. 1655). RISM B 1148. Contient un portrait gravé du compositeur et une dédicace à Christine de Suède, avec ses armes.

Reproduction en fac-similé, éd. Claude Chauvel : Genève, Minkoff Reprint, 1984.
Dépouillement publié ici.
Angelo Michele Bartolotti : a performance edition of Suites from "Secondo Libro di Chitarra" of 1655, ed. Jeffrey Lawrence George. Pacific (MO) : Bill's music shelf, 2010.
Ce second livre contient environ 25 suites et porte une influence française, avec des pièces spectaculaires, dont le jeu s'apparente parfois à celui du luth. La notation en est extrêmement précise.

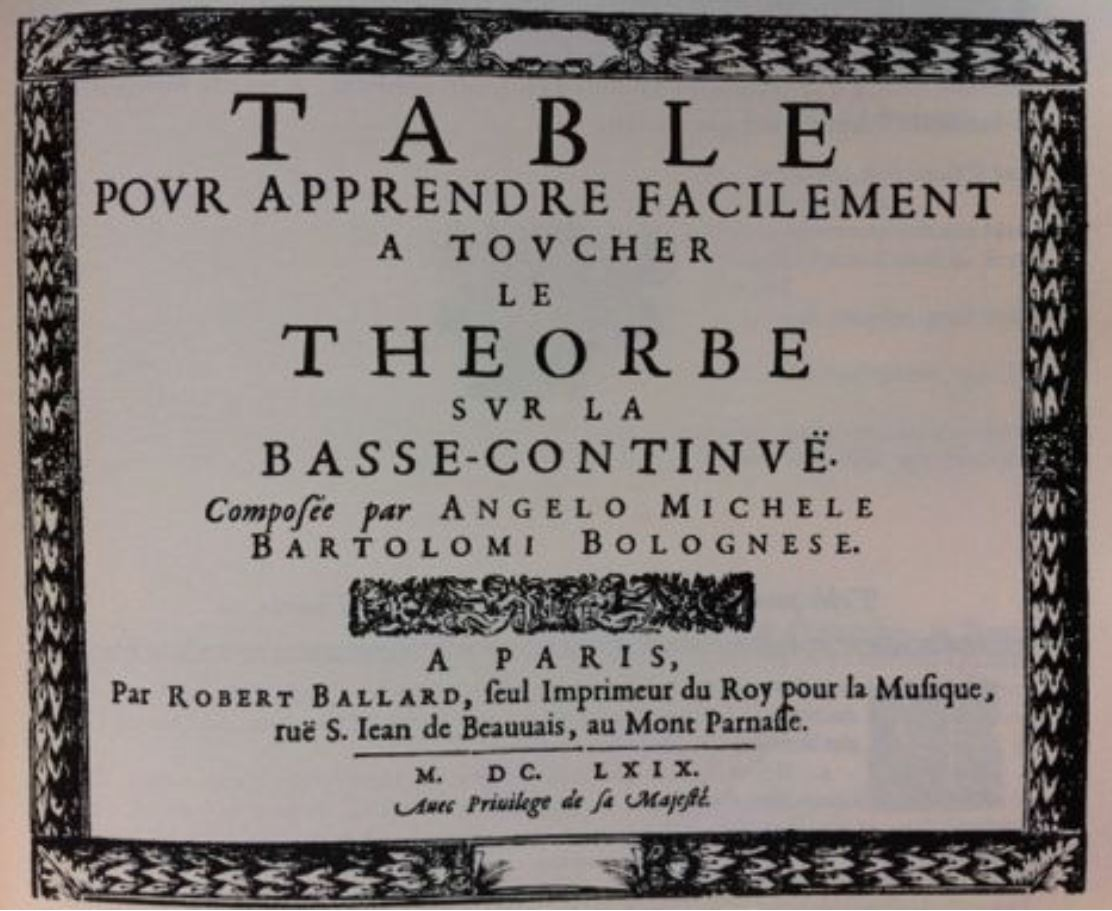
Page de titre de la Table pour apprendre... le théorbe (Paris, 1669). (c) Paris BNF.

- Table pour apprendre facilement à toucher le théorbe sur la basse continue composée par Angelo Michele Bartolomi [sic] Bolognese. Paris : Robert III Ballard, 1669. 4° obl. Guillo 2003 n° 1669-B. Disponible sur IMSLP.

Ce traité est considéré comme une des meilleures sources de l'époque sur le théorbe ; son contenu est analysé dans Quittard 1910 p. 231-237.

### Sources manuscrites
- Ebenthal, bibliothèque du comte von Goëss, Ms. XV 912-2277 (1665). Contient 6 pièces de Bartolotti.
- Haslemere, collection Dolmetsch, Ms.II.C.23, connu sur le nom de Medici Lute manuscript. Il contient à partir du f. 72r la première passacaille et le début de la seconde, extraites du Libro primo.
- Oxford, Bodleian Library : Ms. Mus. Sch.C94 (Pièces de guitare de différents auteurs recueillies par Henry François de Gallot, années 1660). Ce manuscrit contient entre autres 13 pièces extraites du Secondo libro. Elles y sont identifiées par les initiales « a. m. ». S’y ajoutent 4 préludes signés des mêmes initiales, qui doivent pouvoir y être attribuées.
- Paris BNF (Mus.) : VM7-675 (contient une sarabande et une allemande d’Angelo Mikielo, p. 72 et 79).
- Paris BNF (Mus.) : RES-844 (contient une Sarabande d’Angelot p. 286[11].
- Vienne ÖNB : Mus. ms. 17706 (ca. 1660) : contient 10 pièces.
- Un autre manuscrit, en mains privées, contient une Allemande du Secondo libro avec un double différent[12].

Quelques-unes de ses œuvres sont publiées dans :
- [Bartolotti et autre compositeurs], Vingt pièces pour guitare baroque, éd. Didier Bourelle. Paris : Société française de luth, 1994.
- Pièces pour théorbe : pièces originales et transcriptions du 2e livre pour guitare d'Angelo Michele Bartolotti, éd. Massimo Moscardo. Paris : Société française de luth, 1995. Outre 23 pièces transcrites du Secondo libro, contient 10 pièces extraites du ms. de Vienne et 6 du ms. d’Ebenthal.

## Discographie
- Angelo Michele Bartolotti : principe delle Muse. Rafael Bonavita, guitare baroque. 1 CD Enchiriadis, réf. B000269RLU.
- Di Chitarra spagnola, Angiol Michele Bartolotti. Gordon Ferries, guitare baroque et théorbe. 1 CD Delphian Records, réf. B003X38TJK.
- Angelo Michele Bartolotti, 4 suites for guitar from Libro Secondo. Lex Eisenhardt, guitare baroque. 1 CD Etcetera, réf. B001QR060U (1994).